# Assassin’s Creed (Computerspiel)
Assassin’s Creed (deutsch Credo der Assassinen) ist ein Computerspiel, das von Ubisoft Montreal entwickelt und von Ubisoft veröffentlicht wurde. Es erschien in Europa am 15. November 2007 für die PlayStation 3 und Xbox 360 und am 10. April 2008 für Microsoft Windows. Auf eine Demoversion des Spiels haben die Entwickler bewusst verzichtet. Verantwortliche Produzentin des Spiels ist Jade Raymond, unter deren Leitung mehr als 300 festangestellte Mitarbeiter vier Jahre lang an dessen Entstehung arbeiteten. Laut New York Times war es einer der am meisten erwarteten Spieletitel des Jahres 2007.

## Handlung
Die Rahmenhandlung zu Assassin’s Creed ist im Jahr 2012 angesiedelt. Abstergo Industries, eine – wie sich später herausstellt – moderne Templer-Organisation, entführt den Barkeeper Desmond Miles und unterwirft ihn einem Verfahren, in dem er mittels des sogenannten Animus, einer Art Computer, die genetischen Erinnerungen eines Vorfahren durchleben soll. Davon erhofft sich Professor Warren Vidic, Leiter des Projekts, die restlichen Teile des Edensplitters zu finden. Dabei handelt es sich um mystische Artefakte, welche von der Bruderschaft der Assassinen über die ganze Welt verteilt versteckt wurden. Mit dessen Hilfe erhofft sich Abstergo respektive die Templer die Gedanken eines jeden Menschen auf der Erde kontrollieren und beeinflussen zu können, um so ihre eigene Weltordnung („Frieden durch totale Kontrolle“) zu erzwingen. Ihnen gegenüber steht die Bruderschaft der Assassinen, die im Gegensatz zu den Templern die Freiheit des Individuums aufrechterhalten und die Menschheit vor der Kontrolle der Templer retten will.
So wird Desmond mittels Animus in die Erinnerung seines Ahnen Altaïr Ibn-La’Ahad (arabisch für der Fliegende, Sohn des Ersten) im Jahr 1191 zurückversetzt, als der Dritte Kreuzzug das Heilige Land zerriss. Im Geheimen verborgen und wegen ihrer Schonungslosigkeit gefürchtet, beabsichtigten die Assassinen, die Anfeindungen zwischen den verschiedenen Gruppen durch Unterdrückung aufzuhalten.
Zu Beginn des Spieles haben die Kreuzritter unter der Führung von Richard Löwenherz und Philipp II. gerade die Hafenstadt Akkon von den Sarazenen zurückerobert. Der Spieler startet in den Ruinen von Salomons Tempel, wo sich die heilige Bundeslade befindet, allerdings bestreitet die Hauptperson Altaïr deren Echtheit. Mithilfe dieser Ausgangsbasis bereiten sich die Kreuzfahrer darauf vor, nach Süden zu marschieren. Ihr Hauptziel ist Jerusalem, das sie im Namen der Kirche zurückerobern wollen. Allerdings beherrscht derzeit Saladin, Anführer der Sarazenenarmee, die Stadt. Gedemütigt durch Richards Sieg bei Akkon wird er diesem nicht erlauben, ihn erneut zu erniedrigen. Die Sarazenen formieren sich in der Schlacht von Arsuf bei den Ruinen der Festung mit der Absicht, den Überfall der Kreuzfahrer abzuwehren und sie daran zu hindern, nach Jerusalem zu gelangen.
Wegen dieser Maßnahme ist der Rest des Heiligen Landes weitgehend ungeschützt. Während sich Richard und Saladin bekämpfen, sehen die sich nun unbeobachtet fühlenden Statthalter in den verlassenen Provinzen die Gelegenheit, ihre Machtpositionen zu festigen. Ausbeutung, Manipulation und Provokation prägen das Bild.
Nachdem die Liquidierung des Templerführers Robert de Sablé und die Wiederbeschaffung des Templerschatzes aufgrund Altaïrs Überheblichkeit gescheitert sind und dabei auch noch ein Assassine sowie ein Unschuldiger getötet wurden, fällt Altaïr bei seinem Orden in Ungnade. Obwohl er während des Angriffs der Templer auf Masyaf, die Bergfestung der Assassinen, maßgeblichen Anteil an dessen Verteidigung hatte, wurde er zur Strafe für seine Arroganz und sein Versagen in Salomons Tempel von Al Mualim, dem Anführer der Assassinen, vermeintlich exekutiert. Er überlebt jedoch und sieht sich bei seinem Wiedererwachen zum Novizen degradiert. Al Mualim bietet ihm jedoch die Möglichkeit an, sich von seiner Schande zu befreien und seinen Rang wiederzuerlangen. Dafür muss Altaïr neun gesellschaftlich hochstehende Personen ermorden, die für die erbitterten und sich ausweitenden Kampfhandlungen infolge des Kreuzzuges verantwortlich zu sein scheinen, um so ein Zeitalter des Friedens einzuläuten. Dabei lässt sich jede dieser Missionen in die Abschnitte Erkundung, Attentat und Flucht gliedern. Die potenziellen Opfer sind reale, historische Personen aus der Zeit der Kreuzzüge. Je weiter sich der Spieler in der Geschichte fortbewegt, desto mehr gelangt er hinter die dunklen Machenschaften einer geheimen Verschwörung. Im Rahmen des Spiels bereist Altaïr Jerusalem, Damaskus und Akkon. Auch die Kreuzfahrerstadt Arsuf und eine alle Orte verbindende ländliche Gegend namens Königreich stellen Spielorte der Handlung dar, die sowohl zu Fuß als auch zu Pferd zu erkunden sind.
Altaïr muss folgende Ziele ausschalten: den Waffenhändler Tamir in Damaskus, den Arzt Garnier von Nablus in Akkon, den Sklavenhändler Talal in Jerusalem, den Händlerkönig Abu’l Nuqoud in Damaskus, den Markgraf Wilhelm von Montferrat in Akkon, den Regenten Majd Addin in Jerusalem, den Großmeister Sibrand in Akkon und den Gelehrten Jubair al Hakim in Damaskus. Während seiner Missionen entdeckt Altaïr, dass seine Zielpersonen allesamt Templer sind und von mehr als nur der puren Lust an persönlichem Vorteil getrieben sind, nämlich dem Willen zur Durchsetzung ihrer Vorstellung des Weltfriedens durch totale Kontrolle. Nachdem Altaïr alle neun Templer sowie schließlich den Großmeister Robert de Sablé in Arsuf eliminiert hat, stellt sich heraus, dass auch Al Mualim ein Templer und nun der alleinige Besitzer des Edensplitters ist. Obwohl Al Mualim mit dessen Hilfe Altaïr manipulieren kann, gelingt es diesem, seinen Meister zu töten und den Edensplitter an sich zu nehmen. Dieser zeigt auf einer Art Hologramm die Fundorte der restlichen Edensplitter.
Als Desmond den Animus verlässt, will ihn Professor Vidic beseitigen. Die Mitarbeiterin Lucy Stillman verhindert dies, indem sie den eventuellen zukünftigen Nutzen von Desmond bei der Bergung der Artefakte hervorhebt. Desmond kann nun auch das Adlerauge nutzen und sieht im Gebäude von Abstergo diverse Zeichen und Sätze, durch die er zum Beispiel die Codes von Abstergo hacken kann. Zudem weist Lucy nun im Adlerauge die blaue Aura einer Verbündeten auf. Zusammen mit weiteren früheren Anzeichen (mysteriöse E-Mails) lässt dies darauf schließen, dass auch sie zu den Assassinen gehört.

## Synchronisation
| Rolle                 | Deutscher Synchronsprecher |
| --------------------- | -------------------------- |
| Desmond Miles         | Thomas Friebe              |
| Lucy Stillman         | Susanne Dobrusskin         |
| Dr. Warren Vidic      | Rainer Delventhal          |
| Animus                | Heike Hagen                |
| Altaïr Ibn-La'Ahad    | Markus Pfeiffer            |
| Al Mualim             | Hans-Gerd Kilbinger        |
| Malik A-Sayf          | Philipp Schepmann          |
| Robert de Sable       | Patrice Cuvier             |
| Tamir                 | Gregor Höppner             |
| Garnier von Nablus    | Bernard Murer              |
| Talal                 | Carlos Lopez               |
| Wilhelm von Monferrat | Bernd Jäger                |
| Majd Addin            | Josef Tratnik              |
| Abu’l Nuqoud          | Hans Bayer                 |
| Sibrand               | Simon Roden                |
| Jubair al Hakim       | Renier Baaken              |
| Maria Thorpe          | Elisabeth Grünwald         |
| Richard Löwenherz     | Jürg Löw                   |

## Spielprinzip und Technik
Assassin’s Creed weist eine interaktive Umgebung auf: Die Städte werden von zahlreichen Bürgern bewohnt, und die Art und Weise, auf die der Spieler Altaïr handeln lässt, bestimmt, wie die Umstehenden darauf reagieren. Zum Beispiel wird er kein großes Aufsehen erregen, wenn er sich behutsam durch eine Gruppe von Menschen bewegt. Wirft er allerdings jemanden zu Boden, wird sich die Menge gegen ihn wenden und er einen Weg finden müssen, aus der misslichen Lage zu entkommen. Ähnlich verhält es sich, wenn er eine Person beiseiteschiebt und eventuell auf grobe Weise zurückgeschoben wird. Sollte er Mauern erklimmen, sammeln sich Zivilisten um ihn, die so die Aufmerksamkeit der Wachen auf ihn lenken. Auch das Verhalten gegenüber Nichtspielercharakteren wirkt sich aus, wenn er zum Beispiel einigen von ihnen bei kleineren Gelegenheiten aushilft und dafür Unterstützung in Form von Informationen oder Fluchthilfe erhält. Andererseits können diese Charaktere den Spieler jedoch auch aktiv an seiner Flucht hindern, sollte er weniger hilfsbereit oder gar aggressiv auftreten.
Altaïr ist dazu gezwungen, sich während der Missionen an bestimmte Grundregeln der Assassinengemeinschaft zu halten. Tut er dieses nicht, können sich daraus Nachteile infolge der Handlung ergeben. Hierzu gehört: Unschuldige sind zu verschonen, die eigene Tarnung muss aufrechterhalten bleiben, die Bruderschaft darf nicht gefährdet werden. Diese Regeln setzen eine besonnene Vorgehensweise voraus und verlangen eine vorausschauende und planende Handlungsweise des Spielers.
Altaïr kann sich an nahezu allem in seiner Umgebung festhalten oder hinaufklettern. Sie kann deshalb in größerem Ausmaß erforscht werden, als das in anderen Spielen möglich ist. Ubisoft rühmt sich damit, dass z. B. jedes Objekt, das mehr als etwa fünf Zentimeter aus einer Wand herausragt, in irgendeiner Weise zu benutzen ist.
Ein weiterer Hauptaspekt ist die Fähigkeit, auch in einer Gruppe von Gelehrten unterzutauchen, anstatt sich lediglich im Schatten zu verstecken.
Da Desmond nur erlebt, was damals passiert ist, gibt es keinen Lebensbalken im eigentlichen Sinne. Stattdessen besitzt der Spieler einen Synchronitätsbalken. Wird Altaïr im Kampf getroffen, fällt aus großer Höhe oder verstößt gegen den Kodex, indem er einen Unschuldigen verletzt, sinkt der Balken, weil das eigentlich nicht passiert ist. Passieren zu viele dieser Fehler, verliert der Animus die Verbindung zur Erinnerung und setzt sich auf den letzten sicheren Punkt zurück (der letzte Speicherpunkt). Erfüllt man Missionsziele oder begeht eine Weile keine Fehler, füllt sich der Balken wieder, und der Animus ist mit der echten Erinnerung synchron. Die begangenen Fehler sind schließlich nie passiert.
Auch wird das Vorhandensein eines HUDs durch den Animus begründet. Dadurch will der Animus Desmond helfen, die Erinnerung korrekt zu erleben. Ebenfalls durch den Animus wird erklärt, dass alle Personen ein recht modernes Deutsch sprechen.
Mit der Adlerauge-Fähigkeit kann die Funktion und Gesinnung (Aufmerksamkeit bzw. Suchlevel) einzelner Nichtspielercharaktere anhand unterschiedlicher farblicher Markierungen erkannt werden.
Orte, die zum Beginn des Spiels noch nicht begehbar sind, werden erst nach und nach freigeschaltet. Die Karte wird nach und nach durch das Erklimmen von Aussichtspunkten, meist sehr hohe Türme oder Gebäude, freigeschaltet bzw. sichtbar gemacht.

### Steuerung
Das Steuerungsschema in Assassin’s Creed unterscheidet sich von dem anderer genretypischer Spiele. Anstatt einen bestimmten Knopf für eine bestimmte Aktion zu betätigen, drückt der Spieler die den jeweiligen Körperteilen zugeordneten Tasten, und das Spiel führt eine je nach Spielsituation unterschiedliche Aktion aus. Zum Beispiel führt das Zulaufen auf eine Wand in Kombination mit der Fuß/Bein-Taste dazu, dass Altaïr einen Sprung darüber ausführt, während die Taste Arme ohne Waffen ihn dazu veranlasst, sich über ihr zu wölben.
Auch im Kampf sind den vier Aktionstasten die entsprechenden Körperteile zugeordnet. Spieler betonen, wie eingängig die anfänglich sehr komplex scheinende Steuerung letztendlich sei. Man kann nur mit zwei Tasten einen Kampf führen: Angriff und Verteidigung. Trotz dieser eingängigen Steuerung sind die Kämpfe immer unterschiedlich, da dem Spieler freie Wahl der Waffen gelassen wird. Zudem hat man drei hauptsächliche Aktionen: Angriff, Verteidigung („Blocken“) oder Kontern.

### Waffen
Altaïr trägt eine Vielzahl an hochspezialisierten Waffen mit sich: unter anderem ein Schwert, ein Kurzschwert, Wurfmesser und seine Spezialwaffe für besondere Missionen, einen am linken Handgelenk verborgenen Dolch. Bei dem Initiationsritual zum Empfang der Versteckten Klinge wird dem Anwärter der linke Ringfinger abgetrennt. Dies soll die Opfer repräsentieren, die der Assassine für das Leben in der Bruderschaft bringen soll: Anonymität, keine Familie, das Auslöschen von Leben für einen höheren Zweck. Sobald der Dolch durch das Drücken eines Ringes am kleinen Finger aktiviert wird, nimmt er so den Platz des entfernten Ringfingers ein.
Der Spieler erhält im Laufe des Spiels neue Fähigkeiten und Verbesserungen für Altaïrs Waffenauswahl. Die Spieler können die Waffen per Richtungstaste auf dem Gamecontroller auswählen, was einen schnellen Wechsel während des Kampfes ermöglicht.

### Historische Korrektheit
Die Entwickler betonen die historische Genauigkeit in Assassin’s Creed, stellen allerdings den Felsendom in Jerusalem mit seiner heutigen goldenen Kuppel dar, die erst in den 1960ern das ursprünglich schwarze Bleidach ersetzte. Die Orte im Spiel sollen charakteristische Modelle der Handlungsorte zu jener Zeit darstellen. Jedes von Altaïrs Zielen ist (ebenfalls historisch belegt) eine Führungsperson, die um das Jahr 1191 entweder starb oder verschwand (wenn auch nicht zwangsläufig durch Mord). Die Assassinen werden in diesem Spiel als atheistische Organisation dargestellt, die den Frieden im Heiligen Land zum Ziel hat und sich nur von einigen Grundsätzen leiten lässt, was historisch jedoch nicht zutrifft, da die Assassinen eine ismailitische Vereinigung waren. Hinzu kommt, dass die Assassinen zwar Mordanschläge verübten, bei der anschließenden Verhaftung aber keinerlei Gegenwehr leisteten, sondern sich einfach ihrem Schicksal ergaben.
Im Spiel selbst werden derartige Anachronismen in der Rahmenhandlung thematisiert und erklärt: Die Geschichtsschreibung ist fehlerhaft, nicht die Erlebnisse im Animus.

## Produktionsnotizen
Im September 2006 bestätigte die Entwicklerin Jade Raymond, dass Altaïr „ein mittelalterlicher Killer mit einer mysteriösen Vergangenheit“ und kein Zeitreisender sei.
Im Dezember 2006 äußerte sich Kristen Bell, die im Spiel Lucy Stillman Stimme und Erscheinungsbild verleiht, in einem Interview mit IGN über die Handlung:

„Ich finde die Handlung wirklich richtig interessant. Sie basiert irgendwie auf der aktuellen Forschung, darauf dass deine Gene fähig sein könnten, Erinnerungen zu speichern. Man könnte rhetorisch argumentieren, sowas sei nur Instinkt, aber woher weiß der Babyvogel im Gegensatz zur Kakerlake, wie man einen Wurm frisst, ohne dass seine Eltern ihm das zeigen? Und es geht um dieses Wissenschaftsunternehmen, das versucht im Matrix-Stil ins Gehirn von Leuten zu kommen und einen Vorfahren zu finden, der ein Assassine war, und herauszubekommen, wer das war.“

Die englischen Stimmen werden von einigen namhaften Schauspielern bzw. Synchronsprechern gesprochen: Altaïr von Philip Shahbaz (Gastrollen in Serien wie 24, Sleeper Cell, Californication), Desmond Miles von Nolan North (u. a. Hauptrollen in Uncharted, Prince of Persia) und Lucy Stillman von Kristen Bell (Hauptrollen in Veronica Mars, Gossip Girl, Heroes). Die vor allem im Vereinigten Königreich bekannte Schauspielerin Josie Lawrence (EastEnders, Outside Edge) hat eine kleine, wenn auch recht häufig auftauchende Rolle als Bäuerin. Das Aussehen von Desmond Miles, und damit auch von Altaïr und Ezio Auditore, wurde dem des kanadischen Models Francisco Randez nachempfunden.

### E3 2007
Am 10. Juli 2007 erschien Jade Raymond auf der E3 während der Microsoft-Pressekonferenz, um das Spiel und die bis dahin in den Trailern nicht zu sehende Stadt Jerusalem zu präsentieren.
Zu den Features, die hierbei vorgeführt wurden, gehörten sowohl die verbesserten Mechanismen innerhalb einer Menschenmenge, das Verfolgungssystem als auch die weiteren Aspekte der freien Bewegung. Auf dieser Präsentation war erstmals die Stimme der Hauptperson Altaïr zu hören.
Assassin’s Creed war am Tag darauf erneut Vorzeigeobjekt während eines 20-minütigen Interviews mit Jade Raymond. Das Video zeigte eine erweiterte Version der E3-Demo und beinhaltete die Verfolgungsszene nach dem Attentat auf den Sklavenhändler Talal. Diverse Aspekte des Spiels wurden diskutiert, unter anderem Missionen, das Physiksystem sowie weitere Details zum sogenannten Leap of Faith (Sprung des Glaubens, in der deutschen Version Todessprung), einem spektakulären Sprung aus großer Höhe in einen herumstehenden Heuwagen, um etwa einer Verfolgung zu entkommen.

### Illegale Kopien vor Veröffentlichung
Auf einschlägigen Internetseiten tauchte ungefähr einen Monat vor der offiziellen Veröffentlichung des Titels eine illegal kopierte Version auf. Da das Spiel noch unfertig war, gibt es in dieser Version Programmfehler bzw. Grafikfehler, und es kann zu Abstürzen kommen. Der Hersteller warnte daraufhin vor einer Benutzung der illegalen Version und drohte rechtliche Schritte an.

## Rezeption

### Kritik
Das Spiel wird für seine ansprechende Grafik, ungewöhnliches Setting, gute Musik und die interessante Handlung gelobt. Auch die Steuerung wird als angenehm beschrieben. Weiterhin positiv wird die Größe der Welt gesehen, die zum Entdecken einlädt, wobei hier auch die Kritik ansetzt, da es nichts zu entdecken gibt. Anders als in Spielen wie GTA, wo Nebenhandlungen und Verstecke zu finden sind, dient die große Umgebung in Assassin’s Creed keinem Zweck.
Auch der Spielverlauf an sich wird kritisiert. So seien die Morde nichts weiter als eine immer gleich ablaufende Ansammlung von zum Teil unglaubwürdigen Mini-Spielen. Auch sei es oft möglich, sich einfach in den Kampf zu stürzen – etwas sehr uncharakteristisches für einen Assassinen – und trotzdem seinen Auftrag erfolgreich auszuführen.
Im April 2012 reichte der US-amerikanische Autor John L. Beiswinger in den USA eine Urheberrechtsklage gegen Ubisoft ein. Er wirft dem Unternehmen vor, bei Teilen aus der Geschichte von Assassin’s Creed aus einem seiner Werke mit dem Titel „Link“ abgekupfert zu haben. Beiswinger fordert mehrere Millionen US-Dollar Schadenersatz.

### Auszeichnungen
Folgende Auszeichnungen wurden auf der E3 2006 verliehen:
MTV Game Awards
- 1. Preis für die beste Spielfigur

Game Critics Awards
- Bestes Action-Adventure 2006[29]

IGN
- Gewonnen: Bestes Actionspiel, PS3 Game of the Show, Bestes PS3 ActionSpiel, Beste PS3 Grafik
- Zweiter: Bestes Konsolenspiel, Best PS3 Artistic Design, PS3 Award for Technological Excellence
- Nominierungen: Game of the Show, Best Graphics Technology

GameSpy
- Gewonnen: Best PS3 Game of the Show

GameSpot
- Gewonnen: Best PS3 Game of the Show
- Zweiter: Game of the Show, Bester Trailer, Beste Grafik, Bestes Action-Adventure

Gametrailers
- Gewonnen: Best of Show
- Zweitplatziert: Bester Trailer, Most Innovative, Bestes Action-Adventure

1UP:
- Gewonnen: Bestes PS3 Spiel
- Zweiter: Best Visuals, Game of the Show

Folgende Auszeichnungen wurden auf der E3 2007 verliehen:
IGN
- Gewonnen: Bestes Actionspiel, Bestes Xbox-360-Actionspiel

Gametrailers
- Gewonnen: Bestes Action-Adventure

Gamespy
- Gewonnen: Best „It’s Finally Playable“

Folgende weitere Auszeichnungen hat das Spiel erhalten:
ViTiVi
- Gewonnen: Bester Launchtrailer
- Gewonnen: Bestes Entwicklertagebuch

### Verkäufe
Bis zum 14. Dezember 2007 wurden weltweit 2,5 Millionen Exemplare der Konsolen-Version verkauft. In den Jahren 2007/08 wurden etwa 6,5 Millionen Einheiten abgesetzt.

## Trivia
- Altaïr, eigentlich Altair, bedeutet im Arabischen fliegend oder der Fliegende. Altair ist zudem der hellste Stern im Sternbild Adler, dazu passt, dass in einem Trailer zum Spiel ein weißer Adler über die Stadt Akkon fliegt und sich neben Altaïr auf einem Glockenturm niederlässt. In einem Interview mit den Entwicklern wurde erwähnt, dass Altaïr weniger religiös, jedoch eher spirituell und der Sohn einer christlichen Mutter und eines muslimischen Vaters ist. Der Adler ist außerdem ein wiederkehrendes Element im Spiel, da ein solcher die zu erklimmenden Aussichtspunkte im Spiel umfliegt und ein Adlerschrei zu hören ist, wann immer Altaïr einen Todessprung vollführt.
- Die Tagline „Nichts ist wahr. Alles ist erlaubt.“ wird allgemein dem Gründer der Assassinen, Hasan-i Sabbāh, zugeordnet.
- Der Soundtrack des Spiels wurde vom mehrfach ausgezeichneten Komponisten Jesper Kyd, der bereits durch musikalische Untermalung anderer Videospiele einen hohen Bekanntheitsgrad in der Szene erreichte, komponiert.[31]
- Das Spiel wurde auch in einer Limited-Edition veröffentlicht, die eine Figur des Protagonisten enthält. Zudem gab es eine Gamestop-exklusive Pre-Order Edition, die zusätzlich ein Steelcase, ein Artbook sowie weitere Goodies enthielt.[32]
- Das Lied aus dem Ubidays 2007-Trailer heißt Lonely Soul und stammt von James Lavelle; das in der Fernsehwerbung verwendete Lied heißt Teardrop und stammt von Massive Attack.
- Das Spiel basiert auf der von Ubisoft selbst entwickelten Scimitar-Engine, die beginnend mit der Entwicklung von Assassin’s Creed II unter dem Namen Anvil weiterentwickelt wurde. Auch das im Jahr 2008 fertiggestellte Prince of Persia basiert auf der Scimitar-Engine.
- Im Trailer, der auch bei Spielstart zu sehen ist, trägt Altaïr noch Pfeile in seinem Köcher. Im Spiel selbst sind Pfeil und Bogen aber nicht als Waffe verfügbar.
- Mit Ausnahme dieses ersten Teils wurden alle anderen, noch auf der letzten Konsolengeneration veröffentlichten Spiele der Assassin’s-Creed-Reihe mittlerweile für aktuelle Konsolen in grafisch verbesserter Form sowie samt allen zusätzlichen Inhalten wiederveröffentlicht.
- Die PC-Version enthält ein paar zusätzliche Missionstypen und wird daher als „Director’s Cut“ untertitelt.